# Gardiner (Washington)
Gardiner az Amerikai Egyesült Államok északnyugati részén, Washington állam Jefferson megyéjében elhelyezkedő önkormányzat nélküli település.
A Discovery-öböl a csónakkikötőből érhető el. A településen minden év februárjában horgászversenyt rendeznek; az eseménynek 2011-ben 760 résztvevője volt.

## Fordítás
- Ez a szócikk részben vagy egészben  a   Gardiner, Washington című angol Wikipédia-szócikk ezen változatának fordításán alapul.  Az eredeti cikk szerkesztőit annak laptörténete sorolja fel. Ez a jelzés csupán a megfogalmazás eredetét és a szerzői jogokat jelzi, nem szolgál a cikkben szereplő információk forrásmegjelöléseként.